# Wrath (The Walking Dead)

«Ira» —título original en inglés: «Wrath»— es el décimo sexto episodio y final de temporada de la octava temporada de la serie de televisión posapocalíptica, horror The Walking Dead. En el guion estuvieron a cargo Scott M. Gimple, Angela Kang y Matthew Negrete y por último Greg Nicotero dirigió el episodio, que salió al aire en el canal AMC el 15 de abril de 2018. Fox hizo lo propio en España e Hispanoamérica el día siguiente, respectivamente.
Este episodio marca la última aparición del actor principal Lennie James quien ha interpretado a Morgan Jones quien desde la primera temporada en el episodio estreno "Days Gone Bye" obtuvo una participación especial, luego tomó un descanso hasta que regresó en la tercera temporada en el episodio "Clear", paso al elenco recurrente en la quinta temporada y desde la sexta hasta este último episodio fue ascendido al elenco principal. La salida de James se debe a que su personaje inicia una partida a un rumbo desconocido, para darle el inicio al crossover con "Fear The Walking Dead" y darle un nuevo giro a la cuarta temporada de esta serie. También marca la última aparición de Austin Amelio, quien interpretó a Dwight desde la sexta temporada en el episodio "Always Accountable" como miembro recurrente de la serie y la siguiente temporada fue promovido al elenco regular. El destino de Dwight también marcó el mismo camino de Morgan para el crossover de "Fear The Walking Dead" cuando Amelio hizo su debut para la quinta temporada fue promovido a ser parte del elenco principal.

## Trama
En la colonia Hilltop, Rick (Andrew Lincoln) y su compañía se preparan para lanzar su ofensiva contra los salvadores. En medio de los eventos, Rick tiene flashbacks de un día antes del apocalipsis los cuales fueron aludidos por Carl en su última carta a él, sobre la cual un niño Carl lo estaba guiando por un camino rural. Rick va a atender a Gracie y se encuentra con Siddiq (Avi Nash). Rick pregunta cómo Carl fue mordido; Siddiq le cuenta cómo mordieron a Carl mientras honraba a la madre de Siddiq, alguien que nunca conoció. Más tarde, Rick, Michonne (Danai Gurira), Daryl (Norman Reedus) y Maggie (Lauren Cohan) revisan y se preparan para partir e investigan los planes de los salvadores que habían sido entregados previamente por Gregory en nombre de Dwight (Austin Amelio). Sin embargo, ellos desconocen el hecho de que Negan (Jeffrey Dean Morgan) los plantó como una astucia para atraparlos. Mientras tanto, Morgan (Lennie James), comienza a alucinar de nuevo y casi mata a Henry (Macsen Lintz) antes de que Carol (Melissa McBride) lo detenga y este se va con la milicia a la batalla final. Después del primer ataque Morgan mata a un salvador ya reducido a sangre fría; sin embargo, Jesús (Tom Payne) sugiere que no debería matar a los vivos tan voluntariamente.
De vuelta en el Santuario, Eugene (Josh McDermitt entrega y demuestra sus suministros de munición casera a Negan, y recomienda que utilicen un enfoque de línea de fuego para combatir al ejército de Rick. Negan envía un grupo de salvadores para establecer una barricada como parte de la artimaña para atrapar a Rick, mientras él, Padre Gabriel (Seth Gilliam), Eugene, y el resto de ellos emprenden su curso real. Mientras conducen, Negan le confiesa a Gabriel que sacrificó intencionalmente al grupo de control de carreteras, esperando que Rick los mate a todos, pero que este fue un sacrificio necesario, ya que también estaban armados con más información falsa que llevaría al grupo de Rick a su emboscada mientras pensaban que los planes de Dwight eran legítimos. Gabriel, al oír esto, intenta escapar del vehículo en movimiento para advertir a Rick, pero este es atrapado por Eugene.
Siguiendo el mapa, el grupo de Rick es testigo de una enorme horda de caminantes en la distancia y continúa. Terminan en un gran campo donde Negan se burla de ellos por un Sistema de refuerzo de sonido. Negan revela que tiene a Gabriel a punta de pistola, que su traidor Dwight está prisionero y que su gente está lista para disparar. Cuenta a partir de tres, mientras una línea de fuego de salvadores aparece en la línea de la colina preparados para derribar al grupo de Rick. Sin embargo, mientras disparan, sus armas se vuelven contraproducentes debido a la munición intencionalmente defectuosa por obra de Eugene, matando e hiriendo a muchos, incluso a Negan, y haciendo que las armas sean ineficaces. Mientras el grupo de Rick se involucra en una batalla armada, Gabriel y Dwight esquivan a sus captores y obligan a Negan a huir con su bate de béisbol; "Lucille". En el tiroteo que sigue, muchos de los Salvadores son asesinados, mientras que el resto voluntariamente suelta sus armas y se rinden.
Al mismo tiempo, un convoy Salvador más pequeño llega a la colonia Hilltop. Todos los residentes evacuan a través de un pasaje secreto hacia los bosques detrás de la comunidad. Tara (Alanna Masterson) y Alden (Callan McAuliffe) se quedan para atacar y detener a los salvadores, cuando de repente los salvadores son golpeados por unos cócteles molotov lanzados por la comunidad de Oceanside, dirigidos por Cyndie (Sydney Park) y Aaron (Ross Marquand).
De vuelta en el campo, Rick persigue a Negan a un árbol donde cuelgan dos vidrieras; Uno de los disparos de Rick fractura un vidrio, fallando en los disparos. Negan ataca a Rick con su Lucille; los dos cuerpo a cuerpo hasta que Negan logra dominar la pelea. Le dice a Rick que quería volver a matarlo cuando se conocieron por primera vez, pero no pudo hacerlo frente a Carl. Rick dice que puede haber otra manera y convence a Negan de que lo escuche por el bien de Carl, que podría haber un futuro pacífico para ambos. Negan parece estar escuchando y empieza a llorar. Con la guardia de Negan baja, Rick usa un pedazo de vidrio roto y le hace corte ligero en la garganta de Negan mientras los grupos combinados observan desde la distancia. Rick le dice a Siddiq que lo salve, para gran angustia de Maggie; Ella quería ver a Negan sufrir debido a que este asesinó a su esposo, Glenn. Michonne restringe a Maggie mientras Rick les dice a las personas reunidas que comenzarán un nuevo mundo, viviendo en paz y que los caminantes son los verdaderos enemigos; afirmando que todas las comunidades, incluidos los salvadores, deben trabajar juntos para sobrevivir. Mientras todos se van, Rick cae contra el árbol y se dice llorando "Mi Piedad prevalece ante mi ira", una escena que aparece por primera vez en "Mercy".
Finalmente, los sobrevivientes se reagrupan en sus diferentes comunidades. En la colonia Hilltop, Alden le dice a Maggie que él ayudará a guiar a los salvadores en el Santuario para construir los inventos del libro dado a Maggie por Georgie. El grupo Oceanside se reintegra y revitaliza el Santuario. A cambio, se entrega una gran cantidad de alimentos y otros suministros a Tara para Hilltop. Dwight, a quien Daryl ha conducido profundamente a través del bosque, se disculpa profusamente por sus acciones anteriores, pero reconoce a Daryl que merece morir. En su lugar, Daryl le da las llaves del camión y le dice que se vaya, haga lo correcto y encuentre a su esposa Sherry, pero le advierte que nunca regrese a cambio de perdonarle la vida. Más tarde, Dwight llega a su antigua casa y encuentra una nota reciente de Sherry. En el depósito de chatarra, Morgan se detiene para ver Jadis (Pollyanna McIntosh) (quien le revela posteriormente su nombre verdadero "Anne") y le dice que Rick la ha invitado a unirse a su comunidad y formar parte de un grupo nuevamente. Morgan le dice que se quedará en el depósito de chatarra para estar solo, ya que ha decidido que no puede estar cerca de la gente ahora.
De vuelta en su oficina en Hilltop, Maggie tiene una reunión privada con Jesús y Daryl. En desacuerdo con Rick y Michonne por mantener vivo a Negan, los tres aluden a una posterior rectificación de este error una vez que Hilltop tenga tiempo de reagruparse y fortalecerse. En la enfermería, Rick y Michonne le explican a un Negan en recuperación que pasará el resto de su vida en una celda mientras observa a su comunidad prosperar y hacerle ver al tirano hombre lo equivocado que estaba y que va a formar parte de esto. En Alexandría, Gabriel regresa a los restos quemados de su iglesia y agradece a [Dios] por ayudarlo al mostrarle la luz. En la escena final, Rick le lee su propia carta a Carl, diciendo que también lo recuerda el día anterior y le agradece por haberlo llevado a este punto.

## Producción
Este episodio presenta la salida de Morgan Jones, interpretado por Lennie James, mientras lo lleva a la narrativa de la serie complementaria del programa, Fear the Walking Dead, donde también es un personaje principal para la cuarta temporada, que se estrenó inmediatamente después de la emisión de "Wrath".
Según el showrunner Scott M. Gimple, tuvo la idea de que Eugene sea crítico para el final de la guerra saboteando la munición, que no era un elemento narrativo de las series de historietas había sido ideada antes de que Eugene fuera cautivo por Los Salvadores y no habían informado a Josh McDermitt sobre ello hasta que fuera necesario para reflejar las propias motivaciones del personaje como un cambio de corazón de último minuto debido a que su humanidad finalmente venció a su instinto de conservación.
También marca la partida de Dwight, interpretado por Austin Amelio, quien apareció por primera vez en la sexta temporada "Always Accountable", quien comenzó como un personaje recurrente y en la séptima temporada fue ascendido al elenco coprotagónico. Se había especulado que Dwight saldría a mediados de la novena temporada, con la muerte de Dwight en el arco de los cómics, se especula que este personaje continuaría su etapa en Fear The Walking Dead ya forma parte del elenco principal, según Dustin Rowles de Uproxx revela esto: "Si los personajes de The Walking Dead y Fear the Walking Dead se topan con el Commonwealth al mismo tiempo, es muy posible que Dwight pueda volver a The Walking Dead, solo ahora como representante de Fear the Walking Dead. En este escenario, Daryl (que desempeña el papel de Rick) podría ser el que aprieta el gatillo y mata a Dwight en esa reunión con la Gobernadora Milton o (Georgie). Daryl quien exilió a Dwight de Alexandría, sentiría mucho menos remordimiento por matar a Dwight que Rick en los cómics."

## Recepción

### Respuesta Crítica
"Wrath" recibió críticas en su mayoría positivas. En Rotten Tomatoes, it holds a 77% with an calificación promedio de 6.95 sobre 10, con base en 26 revisiones. El consenso del sitio dice: "Wrath" comienza de forma predecible y finaliza retorciéndose a medida que cierra el arco de "all-out-war" que se ha ido arrastrando a lo largo de la octava temporada de TWD, presentando un cliffhanger que va contra la corriente de varios personajes principales y la serie misma.
Nick Romano de Entertainment Weekly le dio al episodio una "B-" y dijo: "Al final, la hora se reduce a unas pocas cosas: el recuerdo de Carl, la caminata hacia el final, dando un giro y mucha consecuencias— con este último se guarda para la próxima temporada." Noel Murray de Rolling Stone comentó sobre el episodio: "El giro lleva la historia hacia dónde debe llegar". Alex McLevy de The A.V. Cluble dio al episodio una "B" y dijo: "El final de esta historia significa que la serie tiene la posibilidad de reiniciar en firme la próxima temporada". Matt Fowler of IGN calificó el episodio 7.6 de 10 y comentó: "Hubo un par de giros en el tercer acto: uno de los cómics, que el programa no ha tenido miedo de telegrafiar, y el otro uno teniendo tres personajes y haciendo que actúen de forma extremadamente contraria a cómo sabemos que son."
Bill Keveney de USA Today comentó sobre el episodio: "La guerra, que se alargó más de lo que muchos espectadores apreciaron, dio un giro sorprendente y satisfactorio". Steven Johnson para Chicago Tribune comentó el episodio: "Todo el material de recapitulación del domingo— Rick ick bajo el árbol con las ventanas de vidrio de arte colgando de Rick, con los ojos enrojecidos y llorosos, entonando: "Mi piedad prevalece sobre mi ira"— empacó un golpe emocional sorprendente. " Dustin Rowles de Uproxx comentó sobre los episodios diciendo: "Este final de temporada de The Walking Dead nos echó a todos a un bucle cuando Maggie se burló de su papel en el futuro de la serie". James White de Empire dio el episodio 4 de 5 estrellas y comentó: "Un tipo diferente de final para el espectáculo, y en cierto modo bienvenido. Ciertamente se siente como el cierre de un capítulo y el comienzo de otro y casi podría haber servido como un final de la serie." Erik Kain de Forbes comento sobre el episodio: "Probablemente lo mejor del episodio fue la configuración de a la novena temporada."

### Índices de audiencia
El final de la temporada recibió una audiencia total de 7.92 millones con una calificación de 3.4 en adultos de 18-49 años, un aumento con respecto a la semana anterior que tuvo 6.67 millones de espectadores, y fue el episodio mejor calificado desde el estreno de mitad de temporada, "Honor", que tenía 8.28 millones de espectadores. Sin embargo, también fue la final de temporada más baja del programa desde la primera temporada.